# Ayyampettai (quận Kancheepuram)
Ayyampettai là một thị trấn thống kê (census town) của quận Kancheepuram thuộc bang Tamil Nadu, Ấn Độ.

## Địa lý
Ayyampettai có vị trí 10°54′B 79°11′Đ / 10,9°B 79,18°Đ Nó có độ cao trung bình là 28 mét (91 foot).

## Nhân khẩu
Theo điều tra dân số năm 2001 của Ấn Độ, Ayyampettai có dân số 6022 người. Phái nam chiếm 52% tổng số dân và phái nữ chiếm 48%. Ayyampettai có tỷ lệ 66% biết đọc biết viết, cao hơn tỷ lệ trung bình toàn quốc là 59,5%: tỷ lệ cho phái nam là 75%, và tỷ lệ cho phái nữ là 57%. Tại Ayyampettai, 10% dân số nhỏ hơn 6 tuổi.